# Karl Ouimette
Karl William Ouimette (* 18. Juni 1992 in Repentigny oder Terrebonne, Kanada) ist ein kanadischer Fußballspieler, der meist als Verteidiger zum Einsatz kommt.
Zurzeit spielt er als Leihspieler von Indy Eleven beim Detroit City FC.

## Werdegang

### Vereinskarriere
Karl Ouimette begann seine Karriere bei Jugendvereinen in der Region von Terrebonne, bevor er bei Jugendmannschaften in Lanaudière und Laval tätig war. Im Jahr 2010 wechselte er zu Montreal Impact, wo er in der Jugendakademie ausgebildet wurde.
Zunächst spielte Ouimette für die U-21 des Franchise, wo er ab 2011 auch Mannschaftskapitän war. Am 5. Juni 2012 im Alter von 20 Jahren unterschrieb er einen Profivertrag und stieß durch die Homegrown Player Rule im Alter von 20 Jahren zur ersten Mannschaft der Montrealer. Damit war er der erste Spieler, der als Homegrown Player den Sprung aus einer Jugendakademie in die erste Mannschaft eines MLS-Franchise schaffte, und nach Patrice Bernier der zweite Quebecer Spieler in der Major League Soccer. Er kam während der Saison auf zwei Einsätze; sein erstes Spiel bestritt er gegen Houston Dynamo.
In der Saison 2013 bestritt Ouimette sieben Spiele (sechs von Beginn an), wobei ihm am 19. Oktober 2013 gegen Philadelphia Union sein erstes Tor in der MLS gelang. Nebenbei kam er auch in zehn Spielen der MLS Reserve League zum Einsatz. In der darauffolgenden Saison kam er auf elf Einsätze (neun von Beginn an).
Im Februar 2015 gab Montreal Impact bekannt, auf Ouimette zukünftig verzichten zu wollen. Das Franchise begründete dies mit den geringen Chancen Ouimettes, sich in der Verteidigung Impacts durchsetzen zu können, und wollte ihm so neue Entwicklungsmöglichkeiten bieten.
Nach einem Probetraining bei den New York Red Bulls wurde Ouimette am 4. März 2015 unter Vertrag genommen. In der Saison 2015 spielte er auch für die New York Red Bulls II, die zweite Mannschaft des Franchise, in der United Soccer League.
Im Juni 2016 wurde er bis zum Ende der Saison 2016 an Jacksonville Armada ausgeliehen.
Zur Saison 2017 wechselte Ouimette zu den San Francisco Deltas, mit denen er den Soccer Bowl gewann. Drei Tage nach diesem Sieg beendeten beide Parteien die Zusammenarbeit.
2018 wechselte er zu Indy Eleven, wo er über die Jahre zum Stammspieler wurde und später auch Vize-Kapitän.
Im Mai 2022 wurde er an Detroit City ausgeliehen.

### Nationalmannschaft
Ouimette wurde mehrfach in die kanadische U-17-Fußballnationalmannschaft berufen und nahm mit ihr unter anderem an der U-17-Fußball-Weltmeisterschaft 2009 in Nigeria teil. Auch für die U-20-Nationalmannschaft lief er auf.
Am 19. November 2013 wurde er dann erstmals für die kanadische Fußballnationalmannschaft nominiert. Er debütierte im Freundschaftsspiel gegen Slowenien.

## Privates
Karl Ouimette ist der Sohn von Daniel Ouimette und Natalie Waskiewicz. Er spricht englisch und französisch als Muttersprachen.